# アクア・トトぎふ

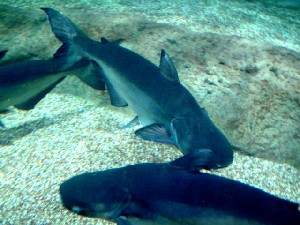
メコンオオナマズ

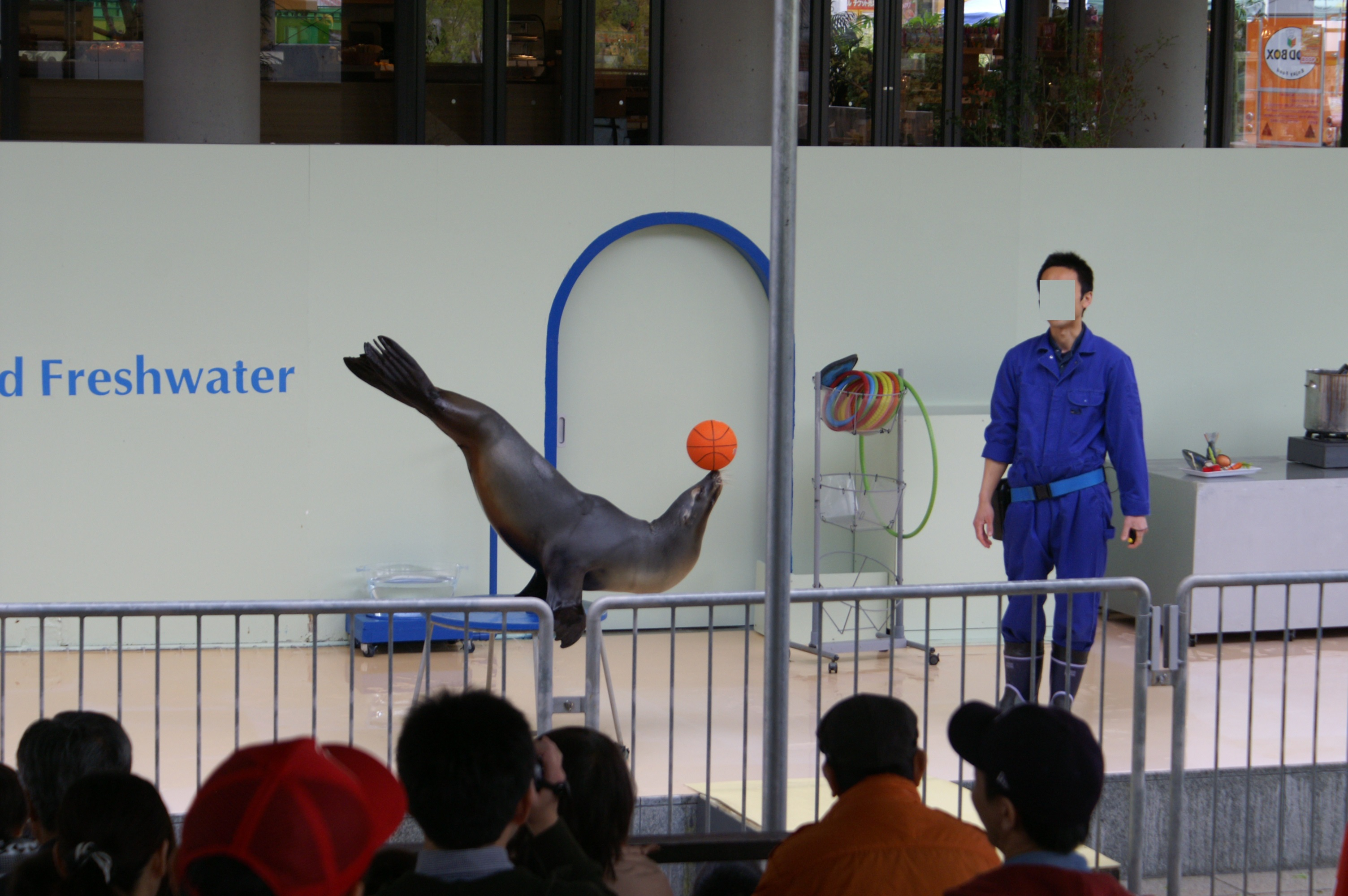
アシカショー（2021年まで開催）

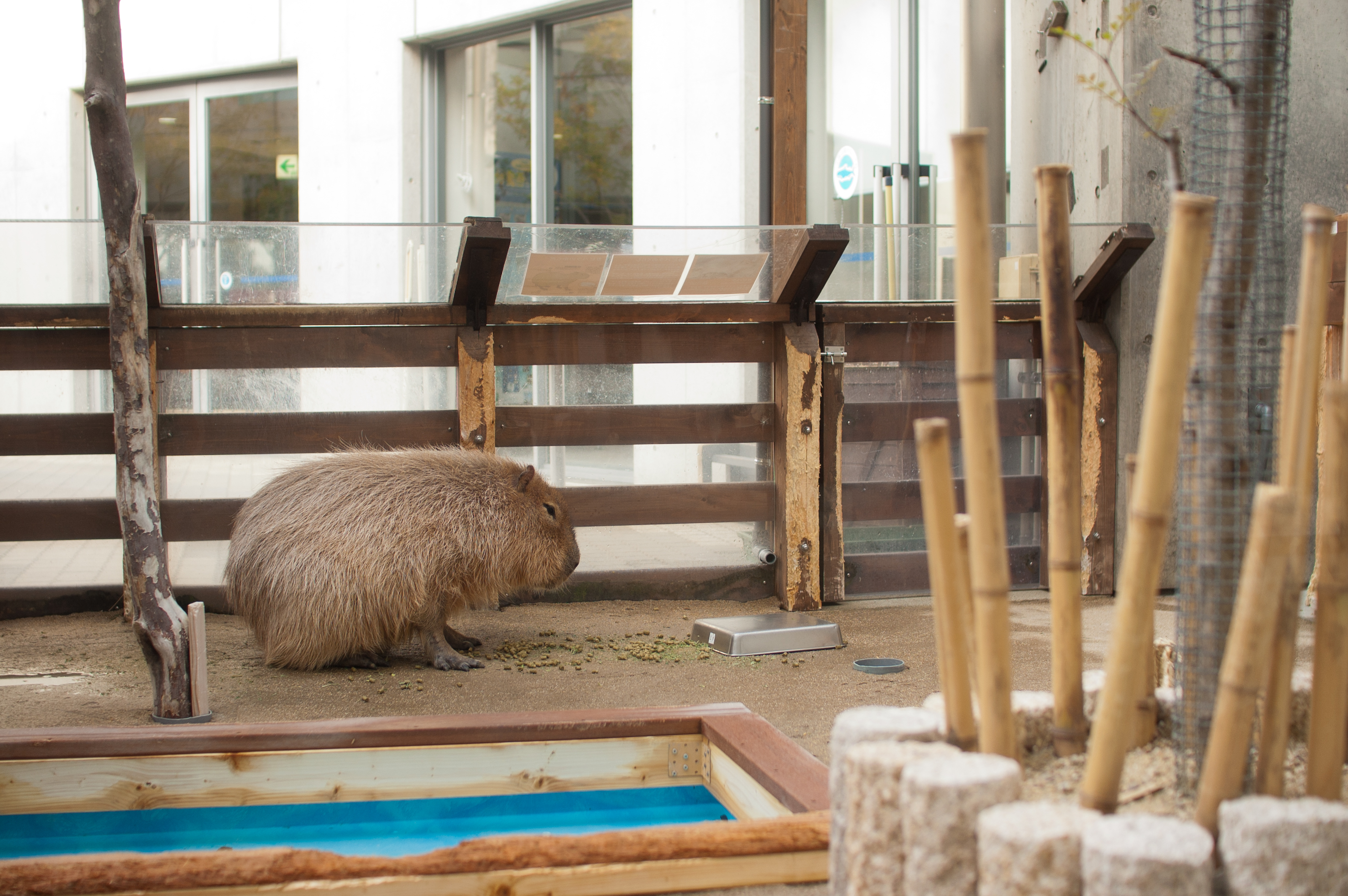
カピバラ展示（2016年以前の展示状態）

アクア・トト ぎふ（欧字表記：Aqua Totto Gifu）は、岐阜県各務原市川島笠田町にある水族館である。正式名称は世界淡水魚園水族館（せかいたんすいぎょえんすいぞくかん、英称：World Fresh Water Aquarium）。
内陸型水族館。河川環境楽園の一つである世界淡水魚園（愛称：オアシスパーク）内の一施設であり、岐阜県営都市公園施設の一つでもある。2004年（平成16年）7月14日に開業した。

## 概要
淡水魚専門の水族館としては世界最大級であり、前述の河川環境楽園や周辺の研究施設等を加えると「世界唯一、最大級の河川環境学習ゾーン」を形成する。設置主体は岐阜県であるが、水族館の運営は2003年（平成15年）に閉館した旧江の島水族館の経営会社・江ノ島マリンコーポレーションに委託しており、岐阜県と一定の縁がある同社代表取締役会長の堀由紀子（藤井丙午の実娘・藤井孝男の姉。日本動物園水族館協会理事、新江ノ島水族館館長）が、初代館長（後に名誉館長）を務めていた。
コンセプトは、「環境教育の実践の場として、また地域交流拠点として子供から大人まで岐阜県の自然環境・河川環境を楽しく学び、考える場とするとともに、癒しの効果を持つ施設」。
当館の愛称は開業に先立って全国公募され、5,000点近くの応募の中から選考の結果、大垣市の小学四年生の案を最優秀賞とし、「アクア・トト ぎふ」に決定した。「アクア」は「水」、「トト」は「魚」を意味する幼児語であるが、憶えやすく親しみがあるという理由による選定であった。
アメリカ合衆国テネシー州チャタヌーガにあるテネシー水族館とは友好館の関係にあり、また、主要な展示エリアのデザインはテネシー水族館を設計したラーソン社 (Larson Company)  が担当した。
飼育展示数は、動物（節足動物および脊椎動物）が約220種（約20,000点）、植物が約30種（約2,000点）。展示生物の中で比較的人気が高いのは、メコンオオナマズ、ピラルクー、コツメカワウソ、カピバラなどである。展示施設の詳細は「#施設の一覧」を参照のこと。
年間入館者数は、開館初年度の2004年（平成16年）度に約74.7万人、2005年（平成17年）度に50.6万人を記録して以降、40万人台で推移していたが、2014年（平成26年）度に500,044人と50万人台を回復した。2014年度の入館者比は、愛知県が45.4%、岐阜県が26.8%、三重県が11.6%と東海3県で8割超を占めた。
2018年には、環境大臣が認定する「希少種保全動植物園」に、富山県富山市の富山市ファミリーパークとともに国内で初めて認定された（第1号認定）。期間は5年間となる。
岐阜県より博物館に相当する施設（指定施設）として指定されている。また、岐阜県独自の岐阜県まちかど美術館・博物館に登録されている。

## 沿革
- 1999年（平成11年）7月17日 ：岐阜県世界淡水魚園（愛称：オアシスパーク）の開業（開園）[5]。
- 2002年（平成14年）10月 ：岐阜県世界淡水魚園内で、岐阜県世界淡水魚園水族館（愛称：アクア・トトぎふ）の建設着工[1]。
- 2004年（平成16年）
  - 3月 ：水族館の建設竣工[1]。
  - 月日不詳[* 2] ：水族館の愛称を全国公募した結果、「アクア・トト ぎふ」に決定[2]。
  - 7月14日 ：指定管理者制度の下、江ノ島マリンコーポレーションの管理・運営により、岐阜県世界淡水魚園水族館（アクア・トトぎふ）開業（開館）[5][* 3]。
- 2005年（平成17年）
  - 3月24日 ：コツメカワウソの雌1頭誕生[* 4]。
  - 3月31日 ：2004年度（平成16年度）年間入館者数74万6968人（2014年度までで最多）[5]。
  - 7月8日 ：アルダブラゾウガメの展示開始。
  - 8月1日 ：水族館、水路、観覧車、便益物販施設、その他からなる総合施設「世界淡水魚園（オアシスパーク）」全体で、指定管理者制度を導入。
  - 8月15日 ：入館者数が開業以来延べ100万人に達する。
- 2006年（平成18年）
  - 1月18日 ：コツメカワウソ、雌雄各1頭誕生。
  - 3月31日 ：2005年度（平成17年度）年間入館者数50万6194人[5]。
  - 4月22日 ：アシカ・ショーの公開リハーサルを開始。
  - 7月14日 ：アシカ・ショーの開始。
  - 10月4日 ：入館者数が開業以来延べ150万人に達する。
  - 月日不明 ：スナヤツメの繁殖成果によって当館が日本動物園水族館協会の「繁殖賞」[* 5] を受賞。
- 2007年（平成19年）3月31日 ：2006年度（平成18年度）年間入館者数40万3574人[5]。
- 2008年（平成20年）
  - 3月2日 ：入館者数が開業以来延べ200万人に達する。
  - 3月20日 ：カピバラの展示開始[* 6]。
  - 3月31日 ：2007年度（平成19年度）年間入館者数36万9240人（2014年度までで最少）[5]。
  - 12月6日 ：アシカ・ショーの観客動員数が初開催以来延べ50万人に達する。
- 2009年（平成21年）
  - 3月31日 ：2008年度（平成20年度）年間入館者数40万6427人[5]。
  - 9月25日 ：クロサンショウウオの繁殖成果によって当館が日本動物園水族館協会の「繁殖賞」を受賞。
- 2010年（平成22年）
  - 3月31日 ：2009年度（平成21年度）年間入館者数43万1151人[5]。
  - 6月4日 ：3階・4階の一部がリニューアル。
  - 6月11日 ：ヤマアカガエルとナガレヒキガエルの繁殖成果によって当館が日本動物園水族館協会の「繁殖賞」を受賞。
- 2011年（平成23年）
  - 3月31日 ：2010年度（平成22年度）年間入館者数41万8620人[5]。
  - 9月2日 ：サワガニの繁殖成果によって当館が日本動物園水族館協会の「繁殖賞」を受賞。
- 2012年（平成24年）
  - 3月31日 ：2011年度（平成23年度）年間入館者数41万9447人[5]。
  - 12月：オオアタマガメ（神戸市立王子動物園より譲渡）の展示を開始。
- 2018年（平成30年）9月14日 ：同年8月に新種として発表されたタニガワナマズの展示を開始[10]。
- 2022年（令和4年）5月17日 ：アシカの高齢のため、2021年（令和3年）11月から一時休止していたアシカ・ショーを休止。尚、アシカの健康管理の一環としてトレーニングは続けることとなり、トレーニングタイムとして一般公開[10]。
- 2023年（令和5年）
  - 2月28日：アシカの高齢化による体調面を考慮しトレーニングタイムを休止し、トレーニングタイムの一般公開を終了。[10][* 7]。
  - 10月3日：ミナミアメリカオットセイ（非公開で飼育）をブリーディングローンのため、東武動物公園へ移動。
- 2024年（令和6年）
  - 1月11日：プラークラベーンの展示を開始[11]。
  - 3月15日：ルリコンゴウインコの展示を開始[10]。
  - 4月20日：アシカショーステージ跡に新施設の「木曽三川　長良川・木曽川・揖斐川の豊かな水辺　Kiso Three Rivers Oasis」がオープン[10]。
  - 7月13日：オオコノハズクの展示を開始[10]。

## 館長
- 初代：堀由紀子（日本動物園水族館協会理事、神奈川県博物館協会理事、新江ノ島水族館館長等、兼任）。2015年（平成27年）からは名誉館長。2023年（令和5年）11月29日死去。
  - 営業上の統括責任者は、支配人の野田貴宏（2019年（平成31年）4月現在）[3]。
- 2代目：谷村俊介[12]
- 3代目：池谷幸樹

## 施設の一覧
岐阜県のシンボルマークであるローマ字の「G」をモチーフとして、扇形の建物を組み合わせたデザインを特徴とした当館は、地上4階建てであり、各階ごとにテーマ分けされている。主要なエリアの展示デザインはアメリカ合衆国のテネシー水族館を設計したラーソン社が担当した。
4階は地元河川である長良川の上流域エリア、3階は長良川の中流域と下流域のエリア、2階は世界の淡水域エリア、1階は一部世界の淡水域エリアと魚類以外の動物のエリアとなっている。展示生物は生息地域別に分類されており、大まかには以下のとおりである。

### 4階
- 長良川源流エリア

源流の郡上市高鷲町叺谷の滝、渓谷をイメージしたエリア。ヤマトイワナ、サワガニ、クロサンショウウオなどの渓流域の生物が中心。

### 3階
- 長良川上流から中流エリア

郡上市、美濃市周辺の瀬・淵をイメージしたエリア。サツキマス、オオサンショウウオ、シュレーゲルアオガエル、アユ、アオダイショウ、コツメカワウソ（絶滅したニホンカワウソの代わりとして展示）など。
- 長良川下流エリア

羽島市、海津市の水田、用水路、河口域、汽水域をイメージしたエリア。ニホンウナギ、ナマズ、モツゴ、テナガエビ、ボラ、トビハゼ、クサガメ、カルガモ、コサギなど。岐阜県レッドデータブックに取り上げられた県内絶滅危惧種（イタセンパラ、ハリヨなど）も展示。
長良川下流の汽水域にいる海水魚（クロダイ、スズキなど）も展示。
一部は半屋外の展示スペースとなっており、野鳥（ヒヨドリ、スズメなど）が入り込んだり、営巣することもある。

### 2階
- 岐阜にすむ水生昆虫・里山の生きもの水槽

ゲンゴロウ、マツモムシ、タガメなど。
- 淡水魚博士の探検小屋

メコン川の河岸にあって博士たちがメコン川の環境調査を行っている「メコン川淡水環境研究所」という舞台設定で、日本（釧路湿原、吉井川）、中国、東南アジアの淡水生物を展示。イトウ、オヤニラミ、エンツユイ、オオアタマガメなど。
- メコン川エリア

メコンオオナマズ、テッポウウオ、オニテナガエビなど。
- コンゴ川エリア

サカサナマズ、ゴライアスタイガーフィッシュ（ムベンカ）、ニシアフリカコガタワニなど。
- タンガニーカ湖エリア

シクリッド（アフリカン・シクリッド）の仲間（キフォティラピア・フロントーサ、シノドンティス・マルチプンクタータス、ネオランプロローグス・ロンギオール、トロフェウス・モーリーなど）。

### 1階
- アマゾン川エリア

ピラルクー、レッドテールキャット、シルバーアロワナ、オキシドラス、ピラニア・ナッテリー、デンキウナギ、マタマタ、アマゾンツリーボア、ヤドクガエルなど。
- 特別企画展用スペース
- ゾウガメひろば

アルダブラゾウガメ
- カピバラテラス

カピバラ
- 清流ふれあいプール

長良川に生息する魚たち（ウグイ・オイカワ・カワムツ・コイ・ニゴイ・ヤリタナゴ・ギンブナなど）に直接触れることが出来るプール。魚は入れ替えがあり、長良川に生息しない魚（チョウザメなど）もいる時もある。
- 木曽三川 長良川・木曽川・揖斐川の豊かな水辺 Kiso Three Rivers Oasis

木曽三川の生き物やその多様性を学べる施設。屋内では自然繁殖が難しい生き物の繁殖に挑戦する場としても活用する予定。
- エントランスホール

テーマ水槽が設置されており、季節等のテーマにあわせた生物が展示されている。入館料は不要。
- トト・ラボ
- 多目的ホール
- AROWANA GARDEN（カフェ・レストラン）

入館料は不要。
- Fish Tank（ミュージアムショップ）

入館料は不要。

## 飼育生物一覧
飼育もしくは飼育展示されている生物のうち、公式ウェブサイトか本項のいずれかに名の挙がっている種を、おおよそ分類学に準じた形（いくぶん素人向けに開いた形）で列記する。
★印つきは、繁殖成果によって当館が日本動物園水族館協会の「繁殖賞」 を受賞した種を示すもので、2012年（平成24年）時点で5種を数える。

### 節足動物
- 甲殻類 - 軟甲類 - 十脚目（エビ目） - エビ亜目（抱卵亜目）
  - テナガエビ科 - テナガエビ
  - アメリカザリガニ科 - ニホンザリガニ、アメリカザリガニ
  - サワガニ科（英語版） - ★サワガニ
  - ベンケイガニ科（英語版） - ベンケイガニ
  - モクズガニ科（英語版） - アシハラガニ、ヒライソガニ（cf. イソガニ#類似種）
- 六脚類 - 外顎類（昆虫類） - カメムシ目（半翅目）
  - コオイムシ科 - タガメ、コオイムシ
  - タイコウチ科 - タイコウチ、ミズカマキリ

### 脊椎動物
- 無顎上綱 - 頭甲綱 - ヤツメウナギ目 - ★スナヤツメ
- 板鰓類（サメ・エイ類）
  - トビエイ目 - ポタモトリゴン・モトロ
- 条鰭類
  - アロワナ上目
    - アロワナ目 - アロワナナイフ、シルバーアロワナ、ピラルクー、バタフライフィッシュ

  - カライワシ上目
    - ウナギ目 - ウナギ

  - 骨鰾上目
    - コイ目
      - コイ科 - コイ、ギンブナ、イタセンパラ、シルバーシャーク、キンセンラスボラ（cf. ラスボラ）
      - ドジョウ科 - スジシマドジョウ（cf. シマドジョウ）

    - カラシン目 - ネオンテトラ、ピラニア、ヒドロキヌス（タイガーフィッシュ。cf. ムベンガ）、コロンマ
    - ナマズ目 - ナマズ、タニガワナマズ、ネコギギ、レッドテールキャットフィッシュ、オキシドラス（英語版）、メコンオオナマズ、サカサナマズ、デンキナマズ
    - デンキウナギ目 - デンキウナギ

  - 原棘鰭上目
    - キュウリウオ目 - アユ
    - サケ目 - イトウ、サクラマス、ヤマメ、アマゴ、イワナ

  - 棘鰭上目
    - ダツ目 - メダカ（ミナミメダカ）
    - スズキ目
      - スズキ亜目 - ナイルパーチ、テッポウウオ、オヤニラミ
      - キノボリウオ亜目 - キノボリウオ
      - ベラ亜目 - ナイルティラピア（英語版）、エンゼルフィッシュ

    - トゲウオ目 - ハリヨ

### 両生類
- 有尾目
  - オオサンショウウオ科 - オオサンショウウオ
  - サンショウウオ科 - カスミサンショウウオ、★クロサンショウウオ、ブチサンショウウオ
  - イモリ科 - アカハライモリ
- 無尾目（カエル目）
  - アマガエル科 - ニホンアマガエル
  - アカガエル科 - ニホンアカガエル、★ヤマアカガエル、ナゴヤダルマガエル、ツチガエル、ヌマガエル
  - アオガエル科 - シュレーゲルアオガエル
  - ヤドクガエル科 - マダラヤクドクガエル
  - ヒキガエル科 - ★ナガレヒキガエル
  - ユビナガガエル科（英語版） - ベルツノガエル

### 爬虫類
- カメ目
  - 曲頸亜目 - マタマタ
  - 潜頸亜目 - クサガメ、アルダブラゾウガメ、ニホンイシガメ
- 有鱗目
  - トカゲ亜目 - ヒガシニホントカゲ、ニホンカナヘビ
  - ヘビ亜目 - アオダイショウ、エメラルドツリーボア
- ワニ目 - ニシアフリカコガタワニ

### 鳥類
- コウノトリ目 - サギ科 - コサギ
- カモ目 - カモ科 - カルガモ

### 哺乳類
- ネズミ目（齧歯目）
  - ヤマアラシ亜目 - カピバラ
  - ネズミ科 - カヤネズミ
- モグラ目 - トガリネズミ形目 - トガリネズミ科 - トガリネズミ
- ネコ目（食肉目） - イヌ亜目 - クマ下目
  - イタチ科 - コツメカワウソ

## 建築概要
- 建築主：有限会社ジー・エフ・エー（三菱商事を核とするSPC［特別目的会社］）[1][15]
- 設計者：安井建築設計事務所
- 工事監理者：安井建築設計事務所
- 施工者：有限会社ジー・エフ・エー
- 着工日：2002年（平成14年）10月
- 竣工日：2004年（平成16年）3月
- 構造：鉄筋コンクリート構造（一部は鉄骨構造）
- 規模 ：地上4階建て
- 面積：延べ床面積8,411.1m2
- 最大収容人数：
- 水槽総容量：約470 t

## 利用情報

### 位置情報
- 北緯35度22分18.2秒 東経136度48分37.7秒 / 北緯35.371722度 東経136.810472度
- アクア・トトぎふ - 地理院地図
- 岐阜県各務原市川島笠田町1453（アクア・トトぎふ） - Google マップ

### 入館情報
休館日
- なし（年中無休）。
  - 河川環境楽園全体の休園日は休館。施設点検などで臨時休業あり。

開館時間
- 平日：午前9時30分 - 午後5時00分。最終入館は午後4時00分。
- 土日祝日：午前9時30分 - 午後6時00分。最終入館は午後5時00分。

入館料金
- 一般料金
  - 個人1回券：大人1,780円、高校生・中学生1,400円、小学生900円、幼児（3歳以上）500円。
    - 個人1回券割引料金：シニア（65歳以上）用1,390円。障害者用は、大人770円、高校生・中学生570円、小学生390円、幼児190円。
- 一般団体料金（20名以上、1名あたり）
  - 大人1,430円、高校生・中学生1,120円、小学生720円、幼児400円。
- 年間パスポート
  - 大人3,560円、高校生・中学生2,800円、小学生1,800円、幼児（3歳以上）1,000円。

## 交通アクセス
河川環境楽園#交通アクセスも参照。

### 高速道路
- 東海北陸自動車道 川島パーキングエリアハイウェイオアシスより直接来館。
- 東海北陸自動車道 岐阜各務原インターチェンジより一般道で約10分。
- 東海北陸自動車道 一宮木曽川インターチェンジより一般道で約10分。

### 公共交通機関
- 名鉄名古屋本線笠松駅から岐阜バス笠松川島線に乗車、「河川環境楽園」バス停下車。
- 名鉄各務原線新那加駅・各務原市役所前駅から各務原市ふれあいバス川島線に乗車、「河川環境楽園」バス停下車。
- JR東海道本線 木曽川駅からタクシーで約15分。